# Van der Madeweg
Van der Madeweg – stacja węzłowa metra w Amsterdamie, położona na linii 50 (zielonej) i 53 (czerwonej) i 54 (żółtej). Została otwarta 1 grudnia 1990. Stacja znajduje się na terenie gminy Ouder-Amstel.